# Seidla
Seidla est un village de la Commune de Järva dans le Comté de Järva en Estonie.